# Деяния Роберта Гвискара
«Деяния Роберта Гвискара» (лат. Gesta Roberti Wiscardi) — один из важнейших источников по истории завоевания норманнами Южной Италии, написанный гекзаметром на латыни. Автор «Деяний» — средневековый хронист Вильгельм из Апулии, о котором практически ничего не известно. По всей видимости, труд был создан в период между 1096 и 1099 гг., то есть через 10 с лишним лет после смерти герцога Апулии Роберта Гвискара. Посвящён сыну Роберта — Рожеру. Состоит из 5 книг, причём, несмотря на название, Гвискар появляется в повествовании только со второй книги. Первая часть «Деяний» посвящена ранней истории завоевания норманнами Южной Италии. Во второй и третьей рассказывается непосредственно о подвигах Гвискара в Италии. Четвёртая и пятая посвящены походу Гвискара на Византию в 1081—1085 гг.
Вполне вероятно, что с «Деяниями» Вильгельма была знакома византийская принцесса Анна Комнина, создательница «Алексиады». Не исключено, что оба автора использовали какой-то общий третий источник, однако это не выяснено.